# Texas Battle
Texas Quency Battle (Houston, Texas, 1980. augusztus 9. –) amerikai televíziós és filmszínész.
Legismertebb szerepe Marcus Forrester volt a Gazdagok és szépek című CBS-s szappanoperában, 2008 és 2013 között. Feltűnt a Carter edző (2005), a Végső állomás 3. (2006), a Halálos kitérő 2. (2007) és a Dragonball: Evolúció (2009) című filmekben is.
Az ő nevéhez fűződik a Texas Battle Foundation alapítvány létrehozása, mellyel hátrányos helyzetű gyermekeknek segít Dél-Afrikában.

## Élete és pályafutása
1976. augusztus 9-én született a texasi Houstonban. Az austini Texasi Egyetemre járt, ahol kineziológiát tanult. Később Los Angelesbe költözött, és színészi képzést vett. A 2000-es évek elején debütált televíziós színészként a 7 Lives Xposed című sorozat három epizódjában. Ezután különböző televíziós és filmes produkciókban szerepelt.

## Filmográfia

### Film
| Év   | Magyar cím             | Eredeti cím            | Szerep           | Magyar hang    |
| ---- | ---------------------- | ---------------------- | ---------------- | -------------- |
| 2005 | Carter edző            | Coach Carter           | Maddux           | Hamvas Dániel  |
| 2005 | A szerencse foglyai    | Even Money             | Darius Jackson   |                |
| 2006 | Végső állomás 3.       | Final Destination 3    | Louis Romero     | Polgár Péter   |
| 2007 | Halálos kitérő 2.      | Wrong Turn 2: Dead End | Jake Washington  | Előd Botond    |
| 2008 | A te napod             | Senior Skip Day        | Lamar Washington | Varga Gábor    |
| 2008 |                        | Hitting the Bricks     | Mello            |                |
| 2009 | Dragonball: Evolúció   | Dragonball Evolution   | Carey Fuller     | Varga Gábor    |
| 2010 |                        | Boggy Creek            | Tommy Davis      |                |
| 2011 |                        | The Task               | Dixon            |                |
| 2016 | Fosztogatók            | Marauders              | T. J. Jackson    | Szabó Máté     |
| 2016 |                        | Greater                | Anthony Lucas    |                |
| 2018 |                        | F.R.E.D.I.             | Brody            |                |
| 2019 | Fejvesztve             | 10 Minutes Gone        | Richard          | Crespo Rodrigo |
| 2019 | Trauma Center          | Trauma Center          | Tull őrmester    | Varga Gábor    |
| 2020 | Kódolt kockázat        | Hard Kill              | Nicholas Fox     | Bognár Tamás   |
| 2020 |                        | Pursued                | Nathan           |                |
| 2022 | Rosszkor, rossz helyen | Wrong Place            | East százados    |                |
| 2022 | Táv-felügyelő          | Wire Room              | Roberts seriff   | Papp Dániel    |

### Televízió
| Év        | Magyar cím                   | Eredeti cím                | Szerep              | Megjegyzések                                 |
| --------- | ---------------------------- | -------------------------- | ------------------- | -------------------------------------------- |
| 2002      |                              | 7 Lives Xposed             | Curt                | 4 epizód                                     |
| 2002      |                              | Sexy Urban Legends         | Dave                | 1 epizód                                     |
| 2005      |                              | All of Us                  | Thomas Harper       | 2 epizód                                     |
| 2005–2006 | Tuti gimi                    | One Tree Hill              | Tony Battle         | 2 epizód                                     |
| 2008      |                              | 12 Miles of Bad Road       | Keeshawn Diamond    | 3 epizód                                     |
| 2008–2013 | Gazdagok és szépek           | The Bold and the Beautiful | Marcus Forrester    | főszereplő (337 epizód)                      |
| 2009      | Hydra: A bosszúállás szigete | Hydra                      | Ronnie Kaplan       | tévéfilm                                     |
| 2009      |                              | Sherri                     | Russell             | 2 epizód                                     |
| 2011      |                              | Milf Money                 | Eric                | tévéfilm                                     |
| 2011      |                              | Death Valley               | John Johnson rendőr | 12 epizód                                    |
| 2013–2014 | Tűzön-vízen                  | SAF3                       | Texas Daly          | - 20 epizód - magyar hangja: - Horváth Illés |
| 2016      |                              | Second Sight               | Tony                | tévéfilm                                     |
| 2018      |                              | Strange Angel              | Murphy              | 1 epizód                                     |
| 2018–2020 |                              | 5th Ward The Series        | Tony                | 5 epizód                                     |